# Zöld smaragdkolibri
A zöld smaragdkolibri  (Chlorostilbon ricordii) a madarak (Aves) osztályának a sarlósfecske-alakúak (Apodiformes) rendjéhez, ezen belül a kolibrifélék (Trochilidae) családjához tartozó faj.

## Rendszerezése
A fajt Paul Gervais írta le 1835-ben, az Ornismya nembe Ornismya Ricordii néven. Besorolása vitatott, egyes szervezetek a Cynanthus nembe sorolják Cynanthus ricordii néven.

## Előfordulása
Kuba, a Bahama-szigetek és a Turks- és Caicos-szigetek területén honos. Állandó, nem vonuló faj, de kóborló példányai eljutnak az Egyesült Államokba is.
A természetes élőhelye szubtrópusi és trópusi síkvidéki esőerdők, száraz erdők, legelők és cserjések, olykor városi környezetben, vidéki kertekben és ültetvényeken is előfordul.

## Megjelenése
Testhossza 9,5–11,5 cm, testtömege 2,5–5 gramm.
|  |  |

## Életmódja
Nektárral és rovarokkal táplálkozik.
|  |